# Паси-сюр-Эр
Паси-сюр-Эр (фр. Pacy-sur-Eure) — город на севере Франции, регион Нормандия, департамент Эр, округ Лез-Андели, центр одноименного кантона. Расположен в 19 км к востоку от Эврё и в 76 км к западу от Парижа,  на правом берегу Эра. Через территорию города проходит автомагистраль N12.
Население (2018) — 5 069 человек.

## Достопримечательности
- Церковь Святого Альбина XIII-XV веков
- Шато Бюисон-де-Ме XVIII века

## Экономика
Структура занятости населения:
- сельское хозяйство — 0,4 %
- промышленность — 26,2 %
- строительство — 3,7 %
- торговля, транспорт и сфера услуг — 46,9 %
- государственные и муниципальные службы — 22,8 %

Уровень безработицы (2017) — 13,1 % (Франция в целом — 13,4 %, департамент Эр — 13,4 %). 

Среднегодовой доход на 1 человека, евро (2018) — 22 710 (Франция в целом — 21 730, департамент Эр — 21 700).

## Демография
Динамика численности населения, чел.

## Администрация
Пост мэра Паси-сюр-Эр с 2020 года занимает Ив Лелутр (Yves Leloutre). На муниципальных выборах 2020 года победу одержал единственный зарегистрированный список во главе с бывшим мэром Паси-сюр-Эр и президентом Совета департамента Эр Паскалем Леонгром (Pascal Lehongre), который не стал выдвигаться в мэры и предложил избрать Ива Лелутра, третьего номера в избирательном списке.
| Период | Период | Фамилия        | Партия                                  | Примечания                                                           |
| ------ | ------ | -------------- | --------------------------------------- | -------------------------------------------------------------------- |
| 1971   | 1979   | Филипп Куртуа  |                                         |                                                                      |
| 1979   | 1983   | Бернар Леконт  |                                         |                                                                      |
| 1983   | 2001   | Жан-Люк Миро   | Союз за народное движение               | член Генерального совета департамента, сенатор                       |
| 2001   | 2017   | Паскаль Леонгр | Союз за народное движение Республиканцы | член Генерального совета департамента, президент Совета департамента |
| 2017   | 2020   | Жан-Жак Шоле   | Разные правые                           |                                                                      |
| 2020   |        | Ив Лелутр      | Разные правые                           |                                                                      |

## Галерея
- Церковь Святого Альбина
- Неф церкви
- Эр в Паси
- Шато Бюисон-де-Ме